# 于彦夫
于彦夫（1924年—2005年11月10日），原名于景霖，男，辽宁丹东人，中国电影导演。代表作有《芦笙恋歌》、《自有后来人》、《创业》、《十六号病房》、《黄山来的姑娘》等。2005年被中华人民共和国人事部、国家广播电影电视总局评为优秀电影艺术家。